# De claim
The King of Torts (De Claim, letterlijk vertaald De Claimkoning) is een legal thriller van John Grisham, die in 2003 uitkwam. Het boek gaat over een jonge advocaat, die in de wereld van de massaclaims "van zero naar hero en terug naar zero" gaat.

## Het verhaal
Jarrett "Clay" Carter II is sociaal advocaat bij het Bureau van Rechtsbijstand in Washington D.C.. De baan betaalt slecht, en is in zijn carrière een doodlopende weg. De ouders van zijn vriendin Rebecca oefenen druk uit op hun dochter om een beter verdienende partner te zoeken. Clay kan zijn schoonouders niet uitstaan, en nadat hij een baan die door zijn schoonvader was gearrangeerd afwijst, maakt Rebecca het uit.
Maar dan krijgt hij de taak de jonge Tequila Watson te verdedigen. Tequila is een jonge alcoholist en drugsverslaafde die op straat zomaar iemand heeft doodgeschoten. Jarrett onderzoekt de zaak en ontdekt dat er meer in het spel is, temeer daar Tequila nooit gewelddadig is geweest en al honderd dagen 'clean' was. Ook ontdekt hij een aantal soortgelijke moordzaken, waarin afkickende verslaafden ineens gewelddadig werden. Op dat moment benadert een zekere Max Pace hem. Hij belooft Jarrett een gouden toekomst als hij doet wat Max zegt. Maar dan moet hij wel Tequila laten vallen...
Jarrett gaat akkoord en Max vertelt hem dat de ware oorzaak een ontwenningsmiddel genaamd Tarvan is. Dit werd experimenteel toegediend aan jonge drugsverslaafden, met fantastisch resultaat. Echter, de bijwerking die in sommige gevallen optrad was plotseling moorddadig en agressief gedrag, waardoor Tequila zijn slachtoffer had gedood. Jarrett benadert de ouders van de slachtoffers voor een schikking met de maker van het middel. Jarretts honorarium beloopt miljoenen. Hij opent zijn eigen kantoor, dat zich in massaclaims (class actions) specialiseert.
De volgende zaak, hem ook aangereikt door Max Pace, beloopt Dyloft, een geneesmiddel van het bedrijf Ackerman Labs dat volgens een geheim rapport blaastumoren blijkt te veroorzaken. Op agressieve wijze rekruteert Jarrett's kantoor duizenden klanten, samen goed voor een megaclaim. Ook jaagt hij op andere zaken. Zo is daar Skinny Ben: een afslankpil die hartklachten veroorzaakt. Massaclaimadvocaten rennen zich het vuur uit de sloffen om Skinny Ben zaken te verzamelen en te schikken, en Clay stort zich in de race. Een andere veelbelovende zaak is die tegen Hanna Cement: een bouwbedrijf dat aansprakelijk wordt gesteld namens huiseigenaren wegens het leveren van ondeugdelijk cement.
Jarrett weet 5000 Dyloft zaken te schikken en verdient hiermee 100 miljoen dollar. De beurskoers van Ackerman daalt dusdanig dat een concurrent, Philo Products, het kan overnemen. Door te speculeren op advies van Max Pace weet Jarrett aan de koersschommelingen een extra zakcentje te verdienen, al heeft hij het gevoel dat hij als pion werd gebruikt om een overname te bewerkstelligen. Zijn 3 vrienden met wie hij het kantoor heeft opgezet krijgen ieder USD 10 miljoen, en zij verlaten het kantoor mettertijd nu ze financieel voorgoed binnen zijn.
Veel van Jarrett's klanten zijn inmiddels minder blij en voelen zich benadeeld. Jarrett zit daar niet mee en gooit de kantoorsalarissen omhoog, neemt nieuwe mensen aan, en koopt ten slotte zelfs een eigen vliegtuig. Hij begint een relatie met een oogverblindend knap Georgisch model om Rebecca, die zich inmiddels verloofd heeft, de ogen uit te steken. De kranten bewieroken hem als de gesel van het bedrijfsleven, en verdediger van de consument. Na het doneren van twee ton aan de presidentscampagne, wordt hij zelfs met zijn vriendin uitgenodigd op het Witte Huis. Hij staat bekend als de Claimkoning. Jarrett staat op het toppunt van zijn roem.
Max Pace benadert Jarrett opnieuw voor een zaak tegen een nog groter bedrijf: Goffman. Goffman heeft een medicijn tegen overgangsklachten, Maxatil, op de markt gebracht, dat borstkanker en andere kwalen blijkt te veroorzaken volgens een nieuw geheim rapport van Pace. Momenteel is in Arizona een proces gaande van een stervende vrouw met borstkanker tegen Goffman. Mocht zij deze zaak winnen, dan geldt dit als een precedent voor toekomstige eisers. Jarrett steekt miljoenen in reclamespots en werft 26,000 eisers. Maar langzamerhand lijkt het tij te keren.
De media die hem eerder nog loofden boren hem nu de grond in, en schilderen massaclaimadvocaten af als hebzuchtige graaiers die zo veel mogelijk zaken voor een laag bedrag schikken om zelf een fortuin te verdienen ten koste van zowel bedrijf als benadeelden. Ook spant een aantal ex-Dyloft-klanten een proces tegen Jarrett aan. Dyloft had namelijk een nog ernstiger werking dan verwacht en een aantal patiënten is nu stervende. Aangezien dit niet in verhouding stond tot het lage schikkingsbedrag per persoon, en het bedrijf niet nog een keer aansprakelijk kan worden gesteld, wordt nu Jarrett aansprakelijk gesteld. Hij had immers zaken voor een laag bedrag geschikt terwijl de werkelijke schade veel hoger lag. En dat wordt gezien als nalatigheid. Binnen de advocatuur blijkt een venijnige subspecialisatie te bestaan: advocaten die hun collega´s aansprakelijk stellen, met name als dit massaclaimadvocaten zijn.
Skinny Ben vraagt faillissement aan omdat het de kosten van de claims niet meer kan betalen, waarmee ook Clay waarschijnlijk geen honorarium zal krijgen. Clay begint zich met de dreiging van aansprakelijkheidsstelling van de Dyloftklanten boven het hoofd en met zijn Georgische vriendin die een gat in haar hand heeft, zorgen te maken over geld, en stort zich hard op in de zaak tegen Hanna Cement. Hij eist een hoge schikking om een hoog honorarium binnen te halen, maar dat kan Hanna niet betalen. Hij weigert water bij de wijn te doen of zijn eigen honorarium te verlagen, waarop Hanna Cement het faillissement aanvraagt. Naast het feit dat Clay wederom financieel naast de pot plast, kost dit hem veel sympathie. De media geven hem de schuld en noemen hem nu "de Pleekoning". 
Ook wordt Jarrett benaderd door justitie, die een onderzoek zijn begonnen naar Max Pace. Pace wordt gezocht wegens handel met voorkennis, omdat hij via Jarrett de aandelenkoersen van Goffman en Ackerman heeft beïnvloed en daar miljoenen aan heeft verdiend. Jarrett realiseert zich dat hij zelf eveneens de gevangenis indraait als de politie erachter komt dat hij de beschikking had over het geheime Dyloft-rapport.
Jarrett wordt steeds verder in het nauw gedreven. Uiteindelijk wordt hij zelfs het ziekenhuis ingeslagen door boze werknemers van Hanna Cement, dat door zijn massaclaim failliet was gegaan. Rebecca, die inmiddels van haar man is gescheiden, zoekt hem in het ziekenhuis op. Tijdens het ziekenhuisverblijf doet de jury in Arizona een uitspraak in het voordeel van Goffman. De 26,000 Maxatilzaken zijn niks meer waard. Er wordt gehint dat Jarett hier zelf schuldig aan is: door de zaak persoonlijk bij te wonen weet de jury dat er een massaclaim klaarligt en verliest de eiser hun sympathie, ook al veegt haar advocaat de vloer met Goffman aan.
Jarrett besluit zich failliet te laten verklaren. Hij zal dan weliswaar alles kwijtraken maar hij zal dan tenminste geen schulden meer hebben. De dure speeltjes waaronder de privéjet en de dure villa in de Caribbean, worden te koop gezet. De effectenbeurs krijgt het bewijs tegen Jarrett niet rond en seponeert de aanklacht. Jarrett neemt contact op met een strafrechtadvocaat en overhandigt hem alle informatie over Tarvan in de hoop dat deze de zaken van Tequila en de andere daders kan heropenen. Max Pace is spoorloos verdwenen. 
Na zijn faillissement verlaat Jarrett met Rebecca het land naar een Londens appartement. Zijn dankbare vrienden, wetend dat ze dankzij hem financieel voorgoed binnen zijn, beloven hem ieder na het afwikkelen van zijn faillissement een paar miljoen te schenken, zodat ook hij geen armoede hoeft te lijden.

## Bestseller 60
| Boeken met noteringen in de Nederlandse Bestseller 60 | Jaar van verschijnen | Datum van binnenkomst | Hoogste positie | Aantal weken | Opmerkingen |
| ----------------------------------------------------- | -------------------- | --------------------- | --------------- | ------------ | ----------- |
| De claim                                              | 2003                 | 12-02-2003            | 1(5wk)          | 36           |             |